# 倭漢福因
倭漢 福因（やまとのあや の ふくいん）とは、飛鳥時代の豪族。姓は直。遣隋留学生。

## 経歴
推古天皇16年（608年）第三次遣隋使に大使・小野妹子に従って、高向玄理・旻・南淵請安ら7名とともに留学生として同行し、隋へ渡った。滞在は15年に及び、推古天皇31年（623年）新羅使の大使・智洗爾（ちせんに）に従い、薬師恵日と同行して唐より帰国し、ともに唐との通交について上申している。